# Єлизавета Нойбурзька
Єлизавета Нойбурзька, повне ім'я Єлизавета Августа Софія Пфальц-Нойбурзька (нім. Elisabeth Auguste Sofie von der Pfalz-Neuburg, 17 березня 1693 — 30 січня 1728) — нойбурзька пфальцграфиня з роду Віттельсбахів, дружина пфальцграфа Зульцбаського Йозефа Карла, бабуся першого баварського короля — Максиміліана I. Прапраправнучка Єремії Могили.

## Біографія
Єлизавета Августа з'явилась на світ 17 березня 1693 року третьою дочкою в родині Карла Філіпа Нойбурзького, молодшого брата правлячого пфальцграфа Нойбурга Йоганна Вільгельма, та його першої дружини Людовіки Кароліни Радзивілл. Дві старші дочки померли ще до її народження. Мати померла в пологах через два роки, народжуючи сина. Коли Єлизаветі виповнилося вісім, батько одружився з польською шляхтянкою Терезою Любомирською. Від неї він мав двох дочок, які також померли в дитинстві.
1716 року Карл Філіп успадкував від старшого брата, що помер бездітним, курфюрство Пфальц, і окрім цього, титул пфальцграфа Нойбурзького і герцога Юліха та Берга. Наступного року він видав Єлизавету за старшого сина пфальцграфа Зульцбаського Теодора Есташа, нареченого звали Йозеф Карл, і він був на півтора року молодший за дружину. Весілля св'яткували в Інсбруку 2 травня 1717 року. За рік народився перший син.
Єлизавета померла 30 січня 1728 року при народженні молодшого сина. Її поховали у церкві святого Михайла в Мюнхені. Рік потому помер і її чоловік, Йозеф Карл. Дочок взяв на виховання дід Теодор Есташ, а згодом — дядько Йоганн Крістіан.

## Родина

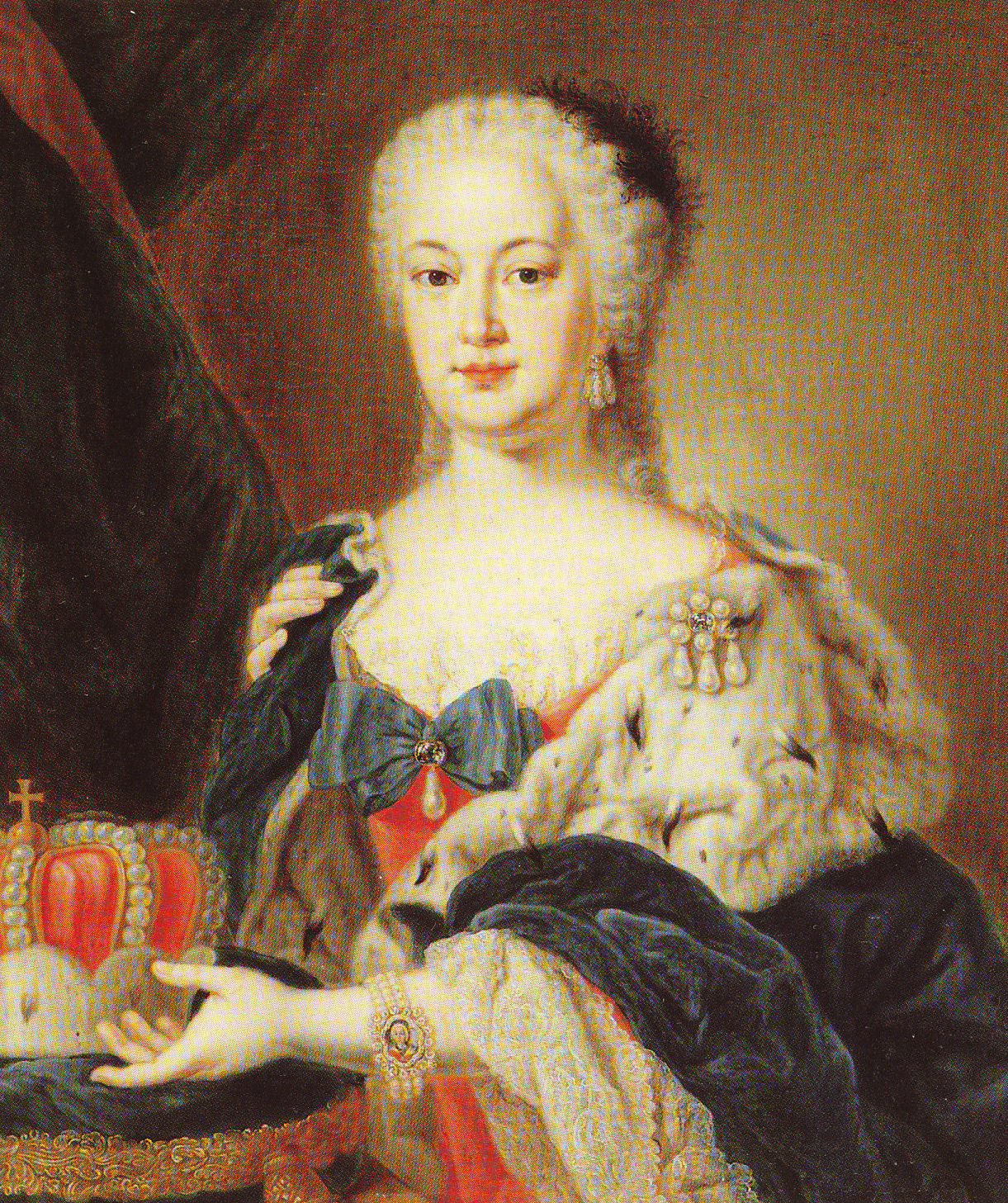
Донька Єлизавета

Чоловік — Йозеф Карл Зульцбаський
Діти:
- Карл Філіп (17 березня—31 березня 1718 або 1724) — помер у дитинстві.
- Інноченца Марія (7 травня 1719) — померла після народження.
- Єлизавета Марія (1721—1794) — одружена з курфюрстом Баварії Карлом IV Теодором, мала з ним єдиного сина, що прожив лише день.
- Марія Анна (1722—1790) — одружена з принцом Баварським Клеменсом Францем, мала з ним кілька дітей, що померли у ранньому віці.
- Марія Франциска (1724—1794) — одружена з пфальцграфом Цвайбрюкен-Біркенфельдським Фрідріхом Міхаелем, мала із ним п'ятеро дітей і позашлюбного сина.
- Карл Філіп Август (1725—1728) — помер у дитинстві.
- син (30 січня 1728)